# De oogst (Van Gogh)
De oogst (La moisson) is een schilderij van de Nederlandse kunstschilder Vincent van Gogh, in olieverf op doek, 73 bij 92 centimeter groot. Het werd geschilderd in juni 1888 te Arles en toont een weids landschap in een zomers zonlicht. Het werk bevindt zich thans in het Van Gogh Museum te Amsterdam.

## Context
Het Provençaalse landschap bood Van Gogh een keur aan mogelijkheden die zijn expressieve gaven bijzonder ten goede zouden komen: een veel grotere variatie en bebouwing en daarmee gepaard gaande activiteiten, maar bovenal het heldere licht van de zon, die alles opkleurde, met name in de zomer. Hij bracht dit met name tot uitdrukking in zijn periode te Arles, met De oogst als een van de meest treffende mogelijkheden.
Van Gogh schreef echter al in zijn Nederlandse periode dat de zomer, in tegenstelling tot de lente, niet zo gemakkelijk weer te geven was. Hij twijfelde bij iedere poging of het hem gelukt was. Over De oogst was hij echter uitermate tevreden. Hij gaf er zelfs een Franse titel aan, La moisson, hetgeen bijzonder was omdat hij zijn creaties doorgaans door kunsthandelaren en critici van een naam liet voorzien. Hij wilde het werk zelfs exposeren, voor het eerst dat hij dat voorstelde, op de jaarlijkse Salon des Indépendants. Aan zijn broer Theo schreef hij tot driemaal toe: "Het doek slaat absoluut alle andere dood".

## Beschrijving
De oogst toont het boerenleven op de hooivelden van de dorre Crau-vlakte, tijdens een heldere zomerdag. Afgebeeld zijn de verschillende fasen van het oogsten. Het werk is opgebouwd in lagen. Op de voorgrond zien we het gemaaide koren en op de achtergrond de paarsblauwe bergen van de Alpilles, tegen een turkooizen lucht. Ook de Abdij van Montmajour is nog net te zien.
Hoewel klein weergegeven, vormden de werkzaamheden van de boeren voor Van Gogh een essentieel oordeel van het schilderij. Het boerenleven was steeds een terugkerend thema in zijn oeuvre. Er is een hooimijt te zien, ladders, enkele karren en rechts een man met een hooivork. De essentie van het werk is echter de weergave van wat hij noemde het "zomerzon-effect" en de specifieke sfeer van de zomerdag. Hij maakt de zwoele hitte van de zon bijna voelbaar.
Nadat Van Gogh van het tafereel enkele vrijwel identieke tekenstudies had voltooid, voelde hij zich zeker genoeg om een schilderij te maken, hetgeen hij deed in één lange inspannende sessie. Het resultaat werd een panorama van ongeëvenaarde helderheid en een voor zijn doen ongewone rust. Goed zichtbaar is de invloed van de Japanse prentkunst, met name in de vlakverdeling en het complementaire kleurgebruik. Aan Theo schreef hij van "een oppositie van blauwen tegen een element van oranje in het goudgele brons van 't koren". Uit alles spreekt zijn liefde voor het Franse platteland dat zijn hart zo had gestolen.

## Studies in inkt en waterverf

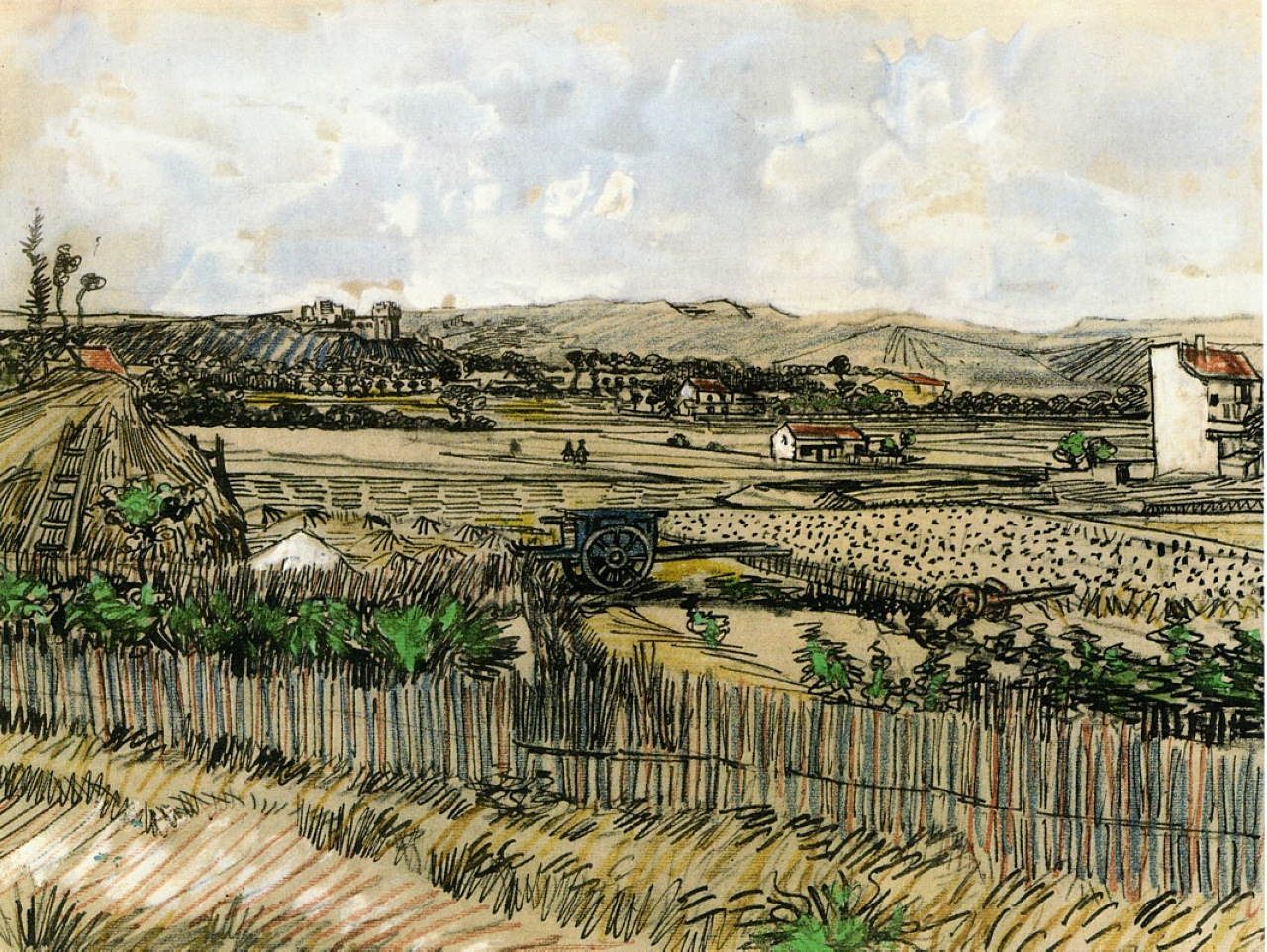
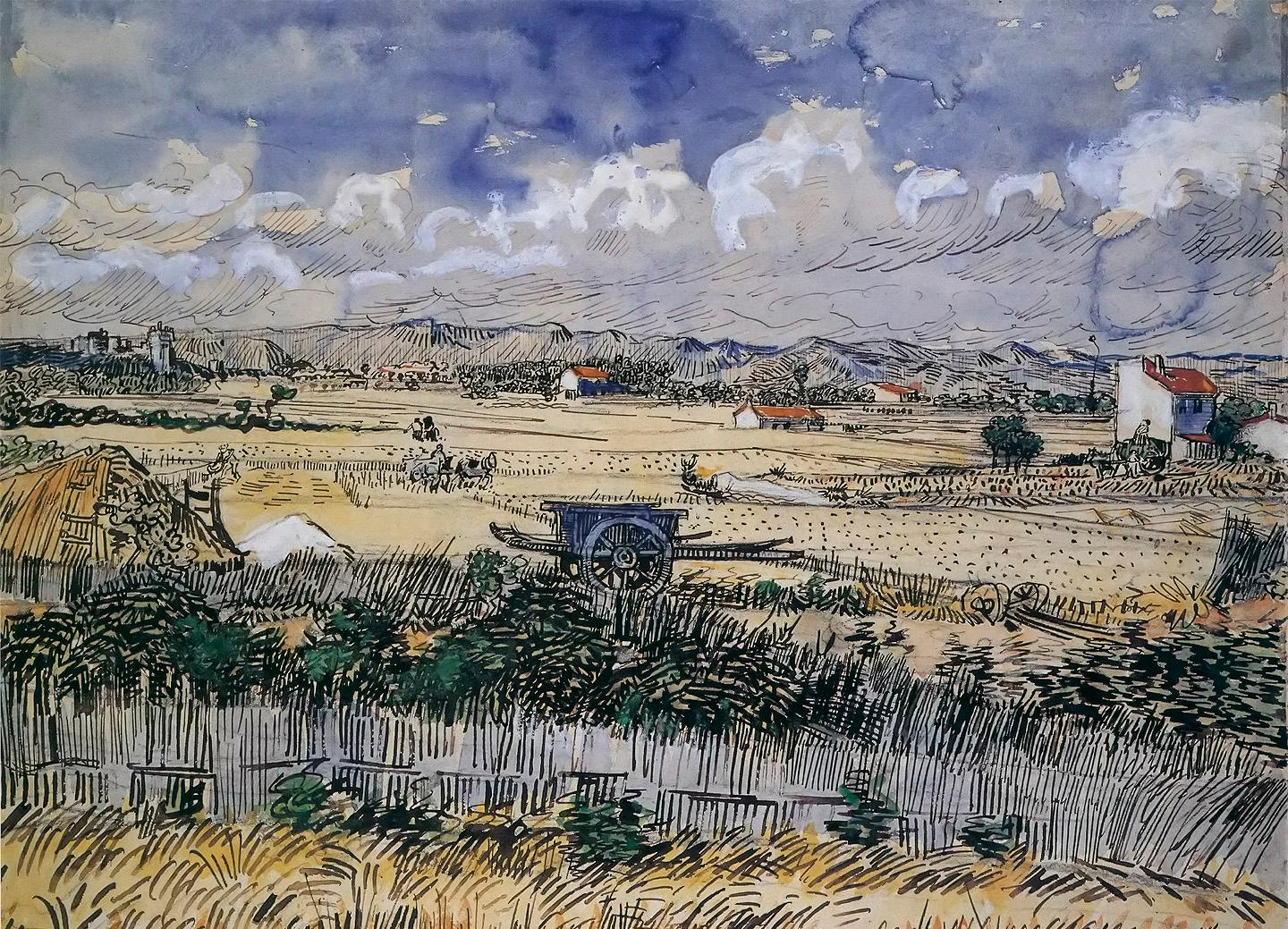